# Fonthill Abbey

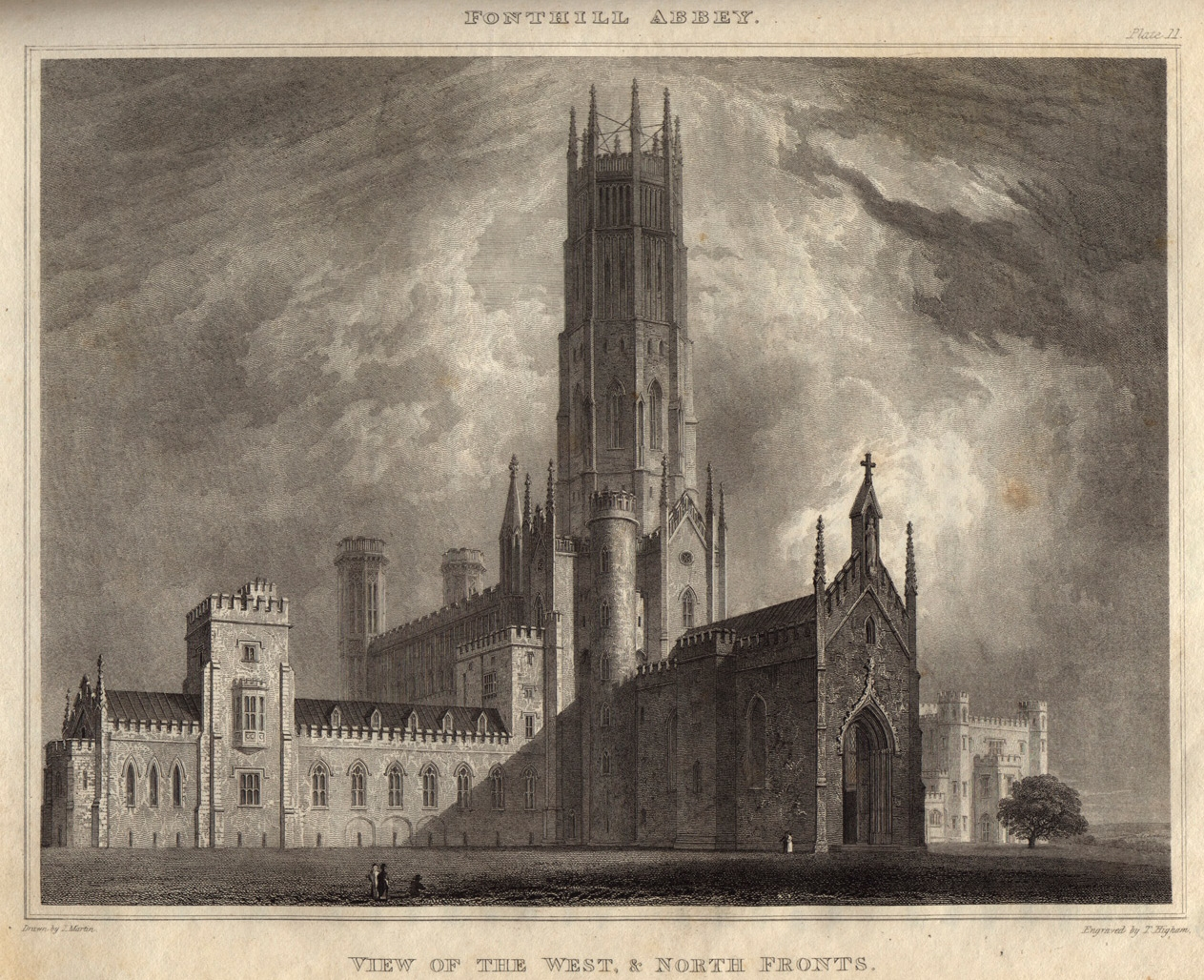
Fonthill Abbey im Jahre 1823 von Westen aus gesehen

Fonthill Abbey war ein großes Herrenhaus in neugotischem Stil, das der britische Schriftsteller und Exzentriker William Beckford um 1800 zwei Kilometer südsüdöstlich der kleinen Ortschaft Hindon in der Grafschaft Wiltshire errichten ließ. Die nächste größere Stadt ist das 22 Kilometer östlich gelegene Salisbury. Hauptmerkmal des Gebäudes war sein hoher Turm, der auf Grund baulicher Mängel mehrere Male einstürzte und Fonthill Abbey so zu einem weithin bekannten Beispiel für bautechnischen Größenwahn bei technischer Unkenntnis werden ließ.
Als Vorbild für den Bau könnte Beckfords eigener Roman Vathek aus dem Jahre 1786 gedient haben, in dem die Geschichte eines Kalifen beschrieben wird, der den höchsten Turm der Welt errichten möchte, um alle Länder überblicken zu können.

## Geschichte

### Konstruktion

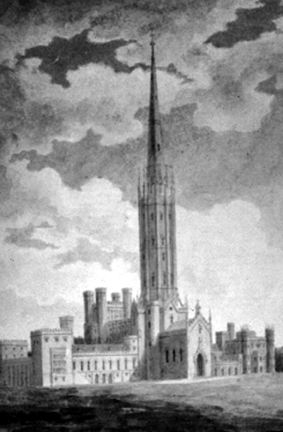
Fonthill Abbey 1795–1807

Nach Reisen durch halb Europa kehrte William Beckford in den 1790er Jahren nach England zurück und umzog sein mehr als zwei Quadratkilometer großes Fonthill-Anwesen mit einer sechs Meilen langen und 3,65 Meter hohen Mauer, um Jäger davon abzuhalten, auf seinem Grund und Boden Füchsen und Hasen nachzustellen. Durchzogen war die Parkanlage von einer ungefähr fünf Meilen langen Allee. Anschließend fasste er den Entschluss, eine gotisch anmutende künstliche Ruine – ein so genanntes Folly – errichten zu lassen. Er engagierte den zu jener Zeit sehr renommierten James Wyatt als leitenden Architekten. Unmittelbar vor Baubeginn änderte er jedoch seine Vorstellungen dahingehend, ein kathedralengleiches Herrenhaus zu bevorzugen. Als Standort hierfür wählte er eine Wiese, knapp eine halbe Meile entfernt von einem palladianischen Haus (Fonthill Splendens), das sein Vater anstelle eines 1744 erworbenen, aber 1755 ausgebrannten elisabethanischen Hauses hatte bauen lassen. Dieses Gebäude ließ Beckford erst teilweise und schließlich vollständig abreißen. Ein Teil der Täfelungen wurde in dem 1805 errichteten Theatre Royal im nahen Bath verwandt.

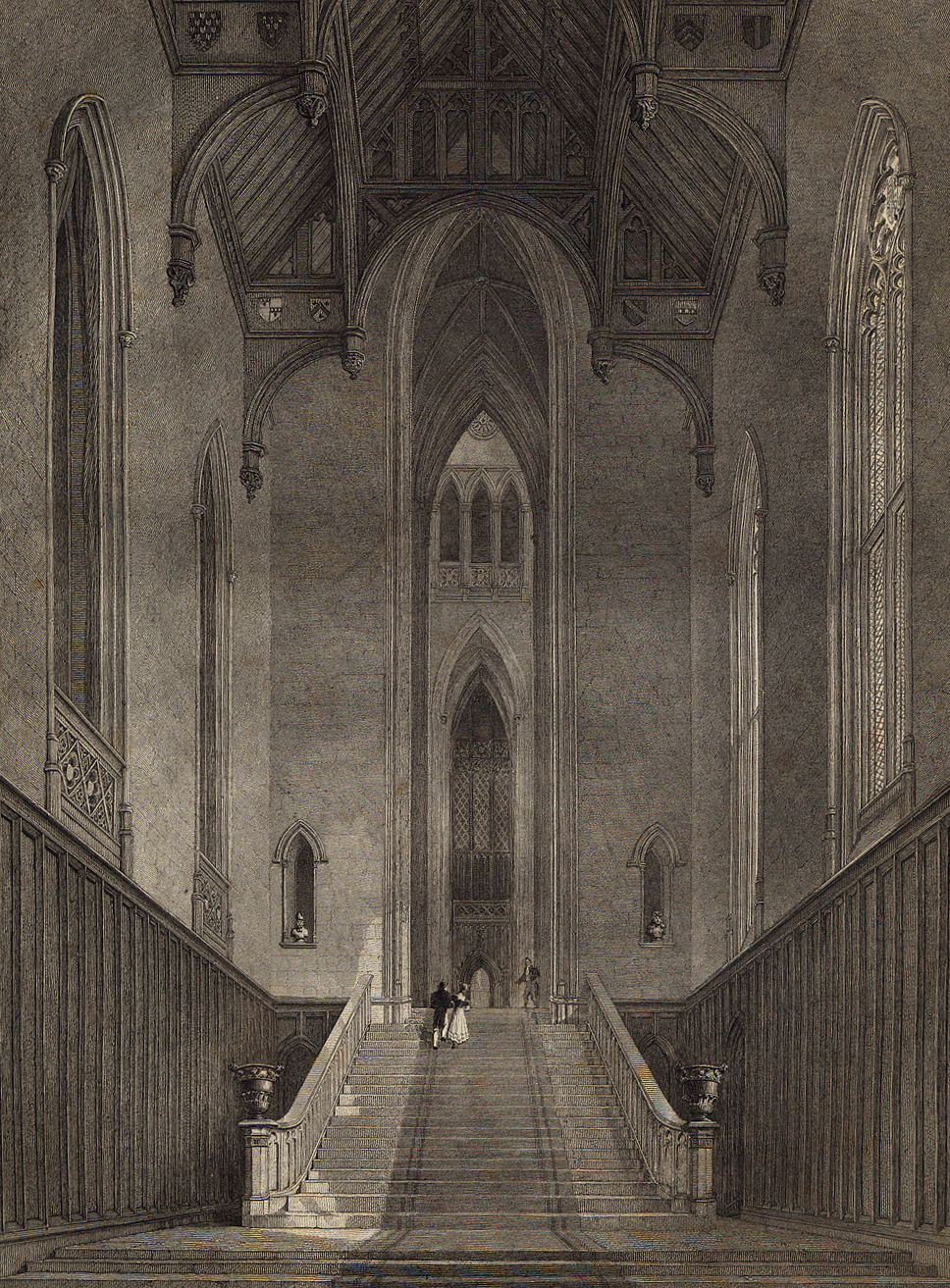
Eingangsbereich

Als die Baupläne veröffentlicht wurden, sorgten sie für viel Aufsehen und waren alsbald Gesprächsthema in den höheren Gesellschaftsschichten und Architekturzirkeln im ganzen Land. Beckford plante einen Hauptturm von 137 Metern Höhe. Dieser hätte die Kathedrale von Salisbury um 14 Meter überboten und wäre somit das mit Abstand höchste Bauwerk des Vereinigten Königreiches von Großbritannien und Irland gewesen. Wyatt war jedoch bekannt dafür, seine Baustellen nicht allzu häufig zu besuchen, was Beckford viele Freiheiten dahingehend ließ, dass er selbst die Pläne überarbeitete und den Arbeitern Anweisungen gab. Er beschäftigte 500 Bauarbeiter in Tag- und Nachtschichten. Da er jedoch meinte, nicht rasch genug Fortschritte zu bemerken, warb er 450 weitere vom Bau der St George’s Chapel auf Windsor Castle ab, indem er ihnen eine wesentlich erhöhte Tagesration Ale anbot. Zudem orderte er sämtliche Leiterwagen und Fuhrwerke der Umgebung zum Transport der Baumaterialien und entschädigte die zumeist armen Besitzer bei schlechtem und kaltem Wetter mit Wolldecken und kostenlosen Kohlelieferungen.
Beckford überwachte die Arbeiten akribisch und war bestrebt, sie möglichst rasch zum Ende zu führen. Aus diesem Grunde befahl er – entgegen dem Rat der Fachleute – die Nutzung der alten Fundamente eines kleinen Sommerhauses, das früher an gleicher Stelle errichtet worden war, und die er als ausreichend erachtete. Um Beckfords Wunsch einer schnellen Fertigstellung nachzukommen, verwendete man auf seinen Befehl hin Holz und Zement anstelle der üblichen und bei Betrachtung der anvisierten Größe von Fonthill Abbey wesentlich angemesseneren Steine und Ziegel. Darüber hinaus nutzte man für die Wände qualitativ schlechten Mörtelkalk und grobe Steinquader. Diese wurden verputzt, damit sie wie edle Natursteine wirkten. Den trocknenden Mörtel besprühten die Arbeiter mit gefärbtem Sand, um ihn wie Stein wirken zu lassen. Im Laufe der Jahre stellte sich jedoch heraus, dass diese Wände nicht absolut wasserdicht waren und der Mörtel aus den Fugen rieselte. Daher bedurfte es einer Verkleidung mit dünnen Steinplatten als Schutz, die den Baupreis erhöhten.
In Abwesenheit Beckfords brach der Hauptturm im Jahre 1801 bei einer bis dahin erreichten Höhe von 91 Metern in sich zusammen. Der Bauherr äußerte sich enttäuscht, dass er den Einsturz nicht selber habe mitverfolgen können, zeigte sich aber ansonsten unbeeindruckt und befahl, umgehend mit dem Wiederaufbau zu beginnen. Sechs Jahre später, 1807, waren die Arbeiten so weit vorangeschritten, dass auch der neue Turm eine Höhe von annähernd 90 Metern erreichte, als auch dieser kollabierte. Zwar wurde abermals unverzüglich mit dem Neubau begonnen, doch diesmal entschied sich Beckford für die Verwendung von behauenen Steinen, was dem Konstrukt eine höhere Stabilität verlieh. Er nahm von seinem ehemaligen Ziel, einem 137 Meter hohen Turm, Abstand und erklärte den Bau von Fonthill Abbey im Jahre 1813 für abgeschlossen. Die Baukosten beliefen sich insgesamt auf die damals enorme Summe von 273.000 Pfund Sterling (nach heutigem Wert etwa 87.400.000 £).

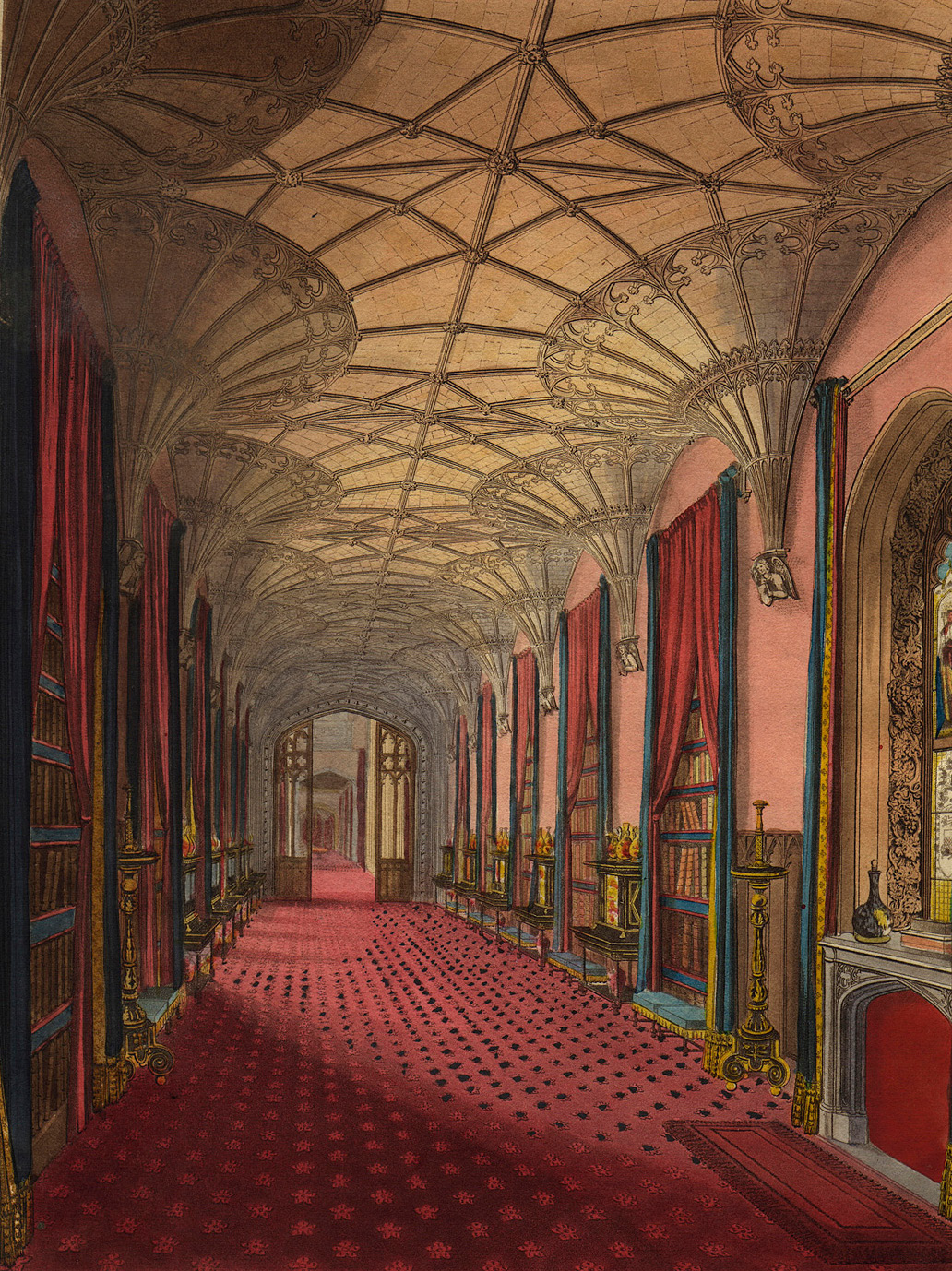
Die St. Michael’s Gallery als Beispiel für das Interieur

Lange Zeit wurde vermutet, dass die alten Fundamente für die Instabilität des Gebäudekomplexes verantwortlich gewesen seien. Diese Annahme konnte jedoch durch die Dokumentation Lost Buildings of Britain des Channel 4 revidiert werden, die nach eingehenden Untersuchungen zu dem Ergebnis kam, dass diese Fundamente tatsächlich sehr mächtig gewesen seien und bis an die Felssohle gereicht hätten. Vielmehr geht man heutzutage davon aus, dass die Wände, zum größten Teil aus Holz gezimmert, den enormen Belastungen speziell des hohen Turmes nicht standhalten konnten, sich durchbogen und barsten. Auch der Architekt James Wyatt wird kritisiert: Er habe die Aufsicht über den Bau zu intensiv an den auf diesem Gebiet nicht sehr kenntnisreichen Beckford übertragen und zudem selbst zu wenig über die Wölbungen und die gotische Architektur im Allgemeinen gewusst.

### Weiteres Geschehen
William Beckford bewohnte Fonthill Abbey alleine und nutzte so auch lediglich einen der zahlreichen Schlafsäle. Er empfing nur selten Gäste – zumeist männliche Freunde – und lebte ansonsten sehr zurückgezogen. Trotzdem hielt er seine Köche an, bei den täglichen Mahlzeiten Gerichte für zwölf Personen zuzubereiten, von denen er elf stets unangetastet ließ. Der prominenteste Besuch in dem Herrenhaus war eine Visite des berühmten Admirals Horatio Nelson, der dort gemeinsam mit dessen Mätresse Emma Hamilton und dem US-amerikanischen Maler Benjamin West das Weihnachtsfest 1800 verlebte. In der Bevölkerung genoss das Anwesen eine hohe Popularität, obschon man es für gewöhnlich nur aus großer Entfernung sehen konnte. Ebendieser Umstand trug zu mancher Legendenbildung und einigen Mythen bei. Von Zeit zu Zeit gestattete Beckford vereinzelten Touristen die Besichtigung der Räumlichkeiten. Zu diesem Zweck ließ er eigens Eintrittskarten drucken, die gegen Zahlung einer Guinee zu erwerben waren. Ferner zeigten sich auch die Maler John Constable, John Martin und William Turner von der Konstruktion beeindruckt und hielten sie in mehreren Bildern fest.

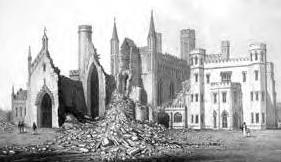
Die Ruine von Fonthill Abbey

Im Jahre 1822 sah sich der Eigentümer auf Grund eines Einbruchs seines Zuckergeschäfts auf Jamaika und den daraus resultierenden finanziellen Schwierigkeiten gezwungen, Fonthill Abbey zu verkaufen. Er bot es im Auktionshaus Christie’s an und äußerte dabei, dass die laufenden Kosten des Unterhaltes pro Jahr 30.000 Pfund Sterling (nach heutigem Wert etwa 9.600.000 £) betrügen, weshalb der Käufer entweder ein besonders tollkühner und törichter oder ein besonders mutiger Mensch sein müsse. Im August und September 1822 nutzten zwischen 600 und 700 Personen – nicht nur Kaufinteressenten – die Gelegenheit, sich das Gebäude kostenlos anzusehen. Beckford brach die Auktion jedoch aus Kalkül wieder ab. Er wusste, dass er dadurch das Interesse noch weiter schürte und irgendjemand schließlich der Versuchung nicht würde widerstehen können, das Herrenhaus, über das mittlerweile eine ganze Nation sprach, auch zu einem viel zu hohen Preis zu erwerben. Im Sommer 1823 veröffentlichte er erneut ein Verkaufsgesuch und diesmal zog die Nachricht im September und Oktober mehr als 7.000 Menschen nach Hindon. Die Tageszeitung The Times berichtete ausführlich über den Ansturm und die in der ländlichen Umgebung nicht in ausreichendem Maße vorhandenen Übernachtungsmöglichkeiten. Schließlich verkaufte William Beckford Fonthill Abbey für 330.000 Pfund Sterling (nach heutigem Wert etwa 105.600.000 £) an den Waffenhändler John Farquhar.
Knapp zwei Jahre später, am 21. Dezember 1825, kollabierte der Hauptturm ein drittes und letztes Mal und zerstörte dabei einen Großteil des Herrenhauses. Ein Augenzeuge beschrieb den Augenblick folgendermaßen:
„The manner of it falling was very beautiful, it first sank perpendiculary and slowly, then burst and spread out over the roofs adjoining on every side.“
„Die Art und Weise wie er fiel, war sehr schön, er sank zunächst senkrecht und langsam, barst dann und breitete sich über die an jeder Seite angrenzenden Dächer aus.“

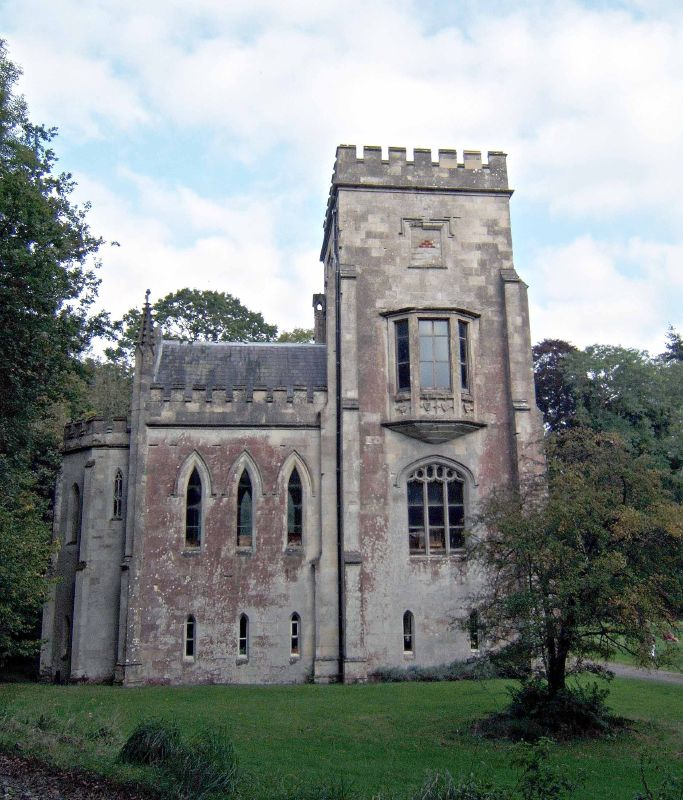
Der letzte Überrest von Fonthill Abbey: Der Lancaster Tower mit der linkerhand anschließenden Kapelle. Blickrichtung gen Osten.

Fonthill Abey wurde nicht wieder aufgebaut und verblieb als Ruine. Die Trümmer ließ Richard Grosvenor, 2. Marquess of Westminster, im Jahre 1845 beseitigen und verwendete sie zu Teilen für den Bau eines neuen Hauses in der Nähe. Von Beckfords neugotischem Bauprojekt sind heutzutage lediglich noch die Kapelle sowie der kleine Lancaster Tower erhalten, die den nördlichen Abschluss des Nordflügels bildeten. Sie sind zu besichtigen. Auch der steinerne Torbogen an der Zufahrtsstraße steht noch.

## Architektur

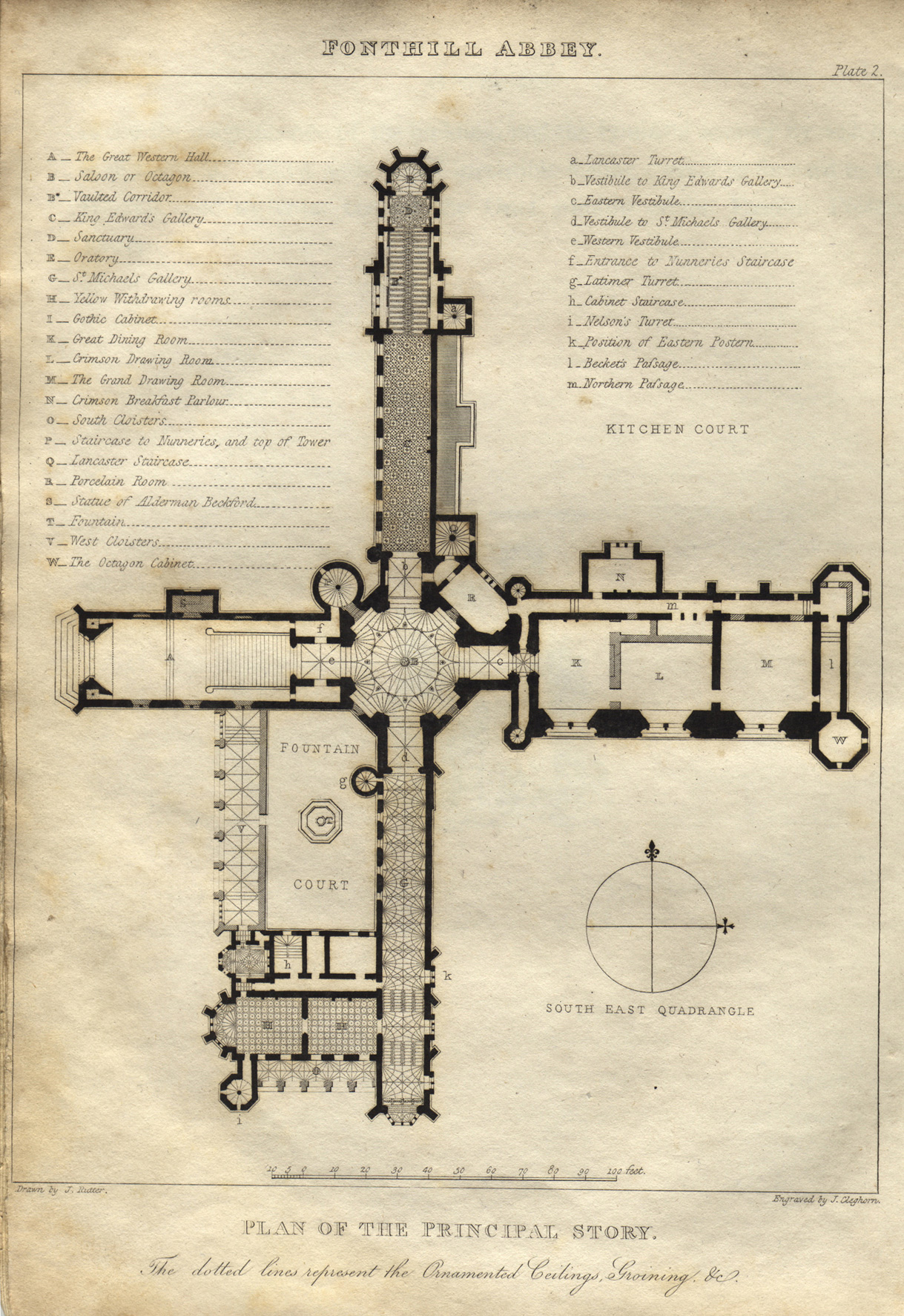
Grundriss von Fonthill Abbey. Der Plan ist genordet.

Fonthill Abbey galt als eines der außergewöhnlichsten Anwesen des Königreiches. Das Herrenhaus besaß einen kreuzförmigen Grundriss mit zwei langen Nord- und Südflügeln sowie zwei etwas kürzeren Ost- und Westflügeln. Über der quadratischen Vierung erhob sich der oktogonale, sich nach oben leicht verjüngende Hauptturm, der sich an der Kathedrale von Ely orientierte. Die jeweiligen Turmkanten liefen über die Spitze hinaus und bildeten eine Art verzierte Krone. Mit einer Höhe von 84 Metern übertrumpfte die Fonthill Abbey unter anderem beispielsweise die neun Meter niedrigere Kathedrale von Canterbury.
Der Westflügel wurde vom Haupttreppenhaus dominiert, das seinen Anfang hinter einem knapp zehn Meter hohen Spitzbogenportal nahm, wohingegen das Ostportal von zwei dominanten Türmen gesäumt wurde. Im Nord-Süd-Korridor vermochte man in einer Art Sichtachse die gesamte Länge von 95 Metern zu überblicken. Doch so unterschiedlich wie die Portale waren auch die beiden Enden des Nord-Süd-Flügels gestaltet. Präsentierte er sich im Norden schmal und ruhig auslaufend, war er im Süden sehr viel ausladender und umschloss dort auch noch einen Innenhof mit einem Brunnen. Das Interieur war in den Farben Gold, Rot, Silber und Purpur gehalten und über die Maßen luxuriös, aber auch überladen und verschnörkelt und in weiten Teilen bedrückend dunkel. Zudem soll es in dem Gebäude mehrere Geheimtüren gegeben haben.